# Maurice Dumont
Pour les articles homonymes, voir Dumont.
Maurice Dumont, né le 30 décembre 1869 à Coutances et mort le 18 juin 1899 à Avranches, est un artiste peintre, graveur, poète et homme de presse français.

## Biographie

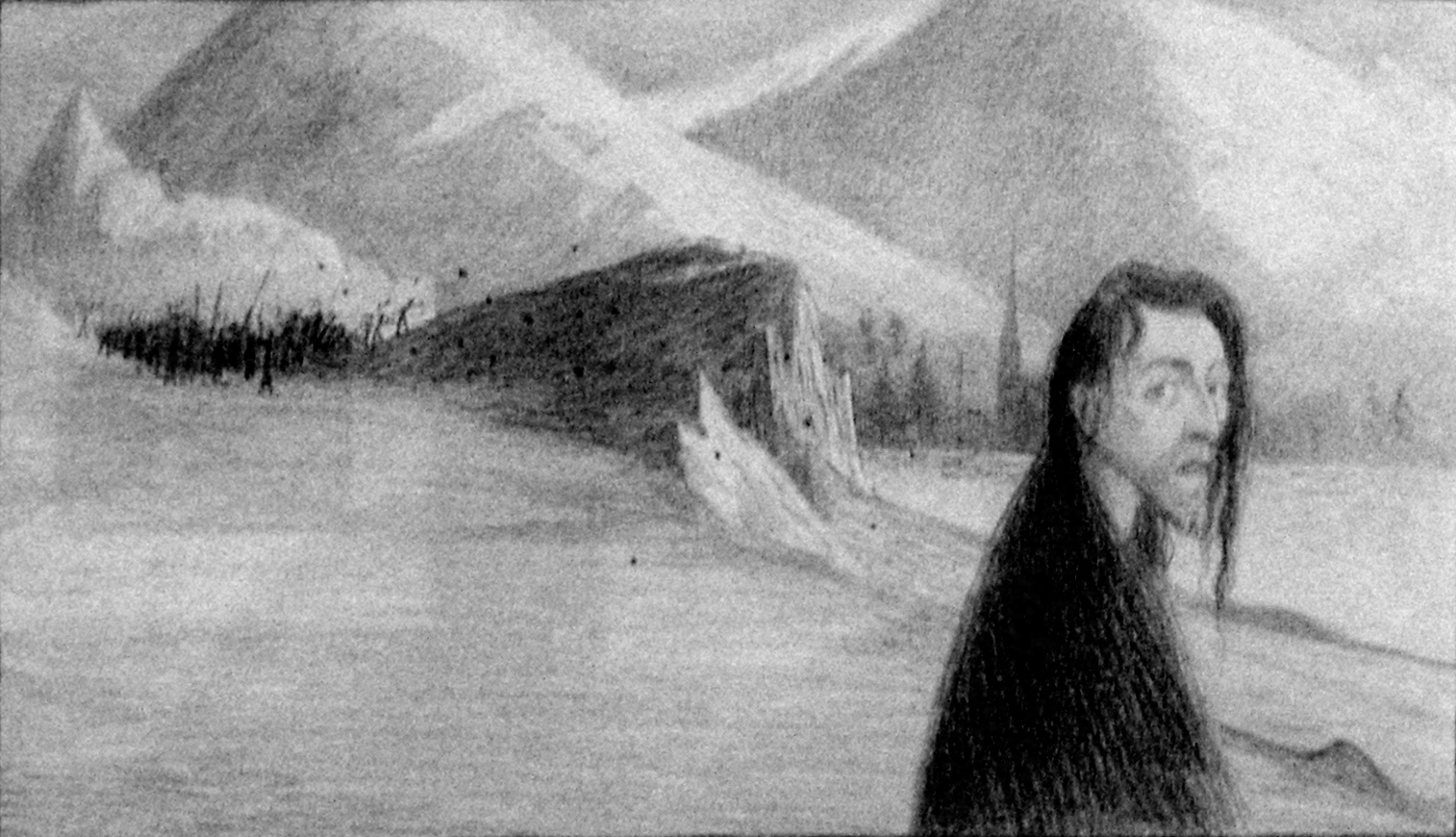
Lithographie pour Brand (1894).

Maurice Dumont est le fils de Marie-Louise et Pierre Dumont, professeur au collège d'Avranches.
Entre le 30 mars et le 8 juin 1890, il fonde le journal satirique L'Art libre, journal artistique littéraire illustré, entièrement autographié et y publie douze numéros, dans lesquels il propose ses propres poèmes signés sous le pseudonyme de Jean Stels et qu'il illustre lui-même en signant de son monogramme « MD ». Il y dénonce la presse conformiste et recommande la lecture du Courrier français.
Il est admis la même année en candidat libre à l’École des beaux-arts de Paris, se forme à la gravure et suit les cours entre autres de Léon Bonnat.
En 1893, il publie Les Chimérales, un recueil de ses poèmes puis réalise le frontispice de la revue La Plume ; il rencontre sans doute à ce moment-là Léon Deschamps qui l'introduit au milieu littéraire parisien.
En 1894, il rencontre Paul Fort. Ensemble, ils fondent en décembre la revue littéraire et artistique L'Épreuve, Journal-Album d'art qui publie durant un an 134 lithographies originales de 60 artistes symbolistes français, dont Maurice Denis avec lequel il est très lié, Paul Gauguin, Pierre Bonnard et Édouard Vuillard. Dumont produit aussi plusieurs affiches et des programmes pour le Théâtre de l'Œuvre dont Brand d'Ibsen et Carmosine de Musset. Dumont s'associe à Edmond Pilon pour la partie littéraire qu'il développe à partir de mars 1895 dans un supplément, L'Épreuve littéraire, qui héberge ensuite l'édition française de la revue allemande Pan, dirigée par Henri Albert.
En 1895, il rejoint l'Association fondée par Fernand Clerget qui comprend une maison d'édition, une salle d'exposition et une bibliothèque au 17 rue Guénégaud. Dumont réalise la marque du cabinet de lecture intitulé Bibliothèque de l'Association et de la France scolaire. Dans ce lieu, il expose ses estampes, aux côtés d'artistes comme Eugène Carrière, Frédéric-Auguste Cazals, Henri-Gabriel Ibels, Félicien Rops, une liste impressionnante d'artistes confirmés ou débutants qui collaborent également à L’Épreuve.
En mars 1896, Dumont reprend la revue de Paul Fort auquel il s'associe, Le Livre d'art, accueillant des plumes comme Saint-Pol-Roux, Ferdinand Hérold ou Rachilde, et comprenant uniquement des gravures sur bois. Dumont l'imprime dans son propre atelier mais fait faillite durant l'été 1896 après quatre numéros. Sa revue fusionne alors avec La Revue rouge dirigée par Gustave Langlet, Jules Heyne et Manuel Devaldès.
Du 6 septembre 1896 au 26 septembre 1897, il collabore au Courrier français sur les recommandations de son ami Georges Jeanniot. Il perd coup sur coup son épouse et sa fille.
Maurice Dumont meurt le 18 juin 1899, à l'âge de vingt-neuf ans des suites de la tuberculose.
Il est l’oncle de Pierre Drieu la Rochelle.
Il est l'inventeur de deux procédés de gravure, la gypsographie — en même temps que Pierre Roche —, et la « glytotypie » : la planche est imprimée en relief de telle façon que les parties encrées pressées profondément dans le papier laissent les parties non encrées en relief.

## Œuvre
- Les Chimérales, poèmes, Coutances, Impr. de Salettes, 1893
- La Dame inexorable, suite de 7 lithographies, 1894
- Autour de la ville, suites de pointes sèches avec aquatintes, 1895
- Suite des polichinelles, gypsographies gauffrées en couleurs, Edmond Sagot, 1895
- L'Illustre Mérichon (Arthur), propriétaire et peintre d'histoire, six gravures sur bois, 1896
- Illustrations d’Azraël, drame de Madeleine Lépine, Paris, Bibliothèque de l'Association, 1896
- Illustrations de Les Ballades de Paul Fort, Paris, Éditions du Livre d'art et de L’Épreuve, 1896

## Rétrospective
- 1991 : Musée municipal d'Avranches
- 2010 : Musée d'art et d'histoire du Mont-Saint-Michel[4]